# Маджаре (община Прешево)
Вижте пояснителната страница за други значения на Маджаре.
Маджаре (на сръбски: Мађаре или Mađare; на албански: Magjere) е село в Югоизточна Сърбия, Пчински окръг, община Прешево.

## Население
Албанците в община Прешево бойкотират проведеното през 2011 г. преброяване на населението.
Според преброяването на населението от 2002 г. селото има 174 жители.

### Етнически състав
Данните за етническия състав на населението са от преброяването през 2002 г.
- албанци – 49 жители
- неизвестно – 125 жители